# سامحوني ماكنش قصدي
سامحوني ماكنش قصدي مسلسل مصري قصة يسري الجندي وبطولة إلهام شاهين و ممدوح عبد العليم واخراج إسماعيل عبد الحافظ.

## فريق العمل
بطولة إلهام شاهين، ممدوح عبد العليم، حسن حسني، مصطفى متولي، أحمد راتب، سمية الخشاب، حنان ترك، هالة فاخر، محمود الجندي، فاروق فلوكس، عبد لله فرغلي، يوسف داوود، توفيق عبد الحميد، سيد عبد الكريم، صلاح رشوان، ووحيد سيف.